# Menidia conchorum
Menidia conchorum é uma espécie de peixe da família Atherinopsidae.
É endémica dos Estados Unidos da América.